# Walkin With My Baby
Walkin With My Baby är ett album med Arnesen Blues Band och Thomas Arnesen utgivet av Blaze Records 2006.

## Låtlista
1. Boogie Man - Chuck Blackwell / Leon Russell
2. Don't Burn Down The Bridge - Albert King
3. Mess Of Blues - Pomus / Schuman
4. I'm More Like The Moon - Thomas Arnesen / Katharina Arnesen
5. Lawdy Miss Clawdy - Lloyd Price
6. Things About Comin'My Way - trad.
7. Walkin'With My Baby - Thomas Arnesen / Thomas Arnesen, Katharina Arnesen
8. Rock Me - Jackson. EMI
9. On The Other Side - Thomas Arnesen / Katharina Arnesen
10. Confessin'The Blues - Jay McShann
11. Trail Of Tears - Nick Lowe

## Musiker
Thomas Arnesen: sång, gitarr, piano (3, 4), arrangemang
Andreas Hellkvist: Hammondorgel
Anders Forsberg: Wurlitzer, flygel
Björn Lundqvist: el.bas
Kjell Gustavsson: trummor
Bosse Broberg: trumpet
John Högman: tenorsaxofon
Johan Hörlen: altsaxofon